# Natavan Gasimova
Pour les articles homonymes, voir Gasimova.
Natavan Gasimova est une joueuse de volley-ball azérie née le 8 juillet 1985 à Nakhitchevan. Elle mesure 1,76 m et joue passeuse. Elle totalise 120 sélections en équipe d'Azerbaïdjan. 

## Clubs
| Club             | Pays        | De        | À         |
| ---------------- | ----------- | --------- | --------- |
| Azerrail Bakou   | Azerbaïdjan | 2004-2005 | 2010-2011 |
| Scavolini Pesaro | Italie      | 2011-2011 | 2011-2011 |
| VK Bakı          | Azerbaïdjan | 2011-2012 | 2011-2012 |
| Azeryol Bakı     | Azerbaïdjan | 2012-2013 | …         |

## Palmarès
- Challenge Cup
  - Finaliste : 2012.
- Championnat d'Azerbaïdjan
  - Vainqueur : 2005, 2006, 2007, 2008.
  - Finaliste : 2014.